# Nel Barendregt
Nelly Greta (Nel) Barendregt (Rotterdam, 25 augustus 1936 – Maassluis, 15 september 2019) was een Nederlands politica en ambtenaar.
Na het voltooien van de HBS-b behaalde Barendregt de lagere akte in tekenen aan de Academie van Beeldende Kunsten Rotterdam en haar kandidaats economie aan de Nederlandse Economische Hogeschool aldaar. Vanaf 1955 werkte ze bij het Nieuw Rotterdams Toneel in de decorafdeling. In 1958 keerde ze terug bij de Academie voor Beeldende Kunsten, ditmaal als lerares tekenen. Tegelijk doceerde Barendregt ook aan de nijverheidsschool. Van 1960 tot 1967 was ze actief als medewerker Bouwcentrum bij de afdeling scholenbouw.
In november 1967 trad Barendregt toe tot de Tweede Kamer der Staten-Generaal. Ze stond bekend als een gezelligheid minnend Kamerlid met een feministisch hart, en als een vlot maar enigszins slordig formulerend spreekster. Barendregt was woordvoerder sociale zaken, en kwam met een zekere koppigheid, scherp inzicht en kennis van zaken vooral op voor werkende jongeren en voor gelijke beloning voor vrouwen. Ze was ondervoorzitter bijzondere commissie voor de Nota Buitenlandse Werknemers/wetsvoorstel Wet arbeid buitenlandse werknemers van 1 maart 1973 tot september 1976. Barendregt hield zich in de Tweede Kamer met name bezig met sociale zaken (werkende jongeren, werkende vrouwen, buitenlandse werknemers, gelijke beloning), volkshuisvesting (stadsvernieuwing) en consumentenzaken. Ze voerde ook het woord bij de behandeling van de herziening van het echtscheidingsrecht (alimentatie) en voorts over onderwerpen op het gebied van milieuhygiëne. In 1969 stemden Barendregt en Ko Wierenga als enigen van hun fractie tegen het wetsvoorstel Algemene Pensioenwet Politieke Ambtsdragers en in 1972 behoorde Barendregt tot de minderheid van haar fractie die tegen de motie-Voogd over het niet vrijlaten van de 'Drie van Breda' stemde. In oktober en november 1976 stond ze op non-actief vanwege zwangerschap en bevalling.
Barendregt werd na haar Kamerlidmaatschap kabinetschef van de Nederlandse Eurocommissaris Henk Vredeling (1977-1980). Ze had ook in die functie weleens problemen met haar afkeer van bureaucratische rompslomp. In 1981 keerde ze kort wederom terug naar de Academie voor Beeldende Kunsten, ditmaal als directeur, en in 1981 werd ze lid van het partijbestuur van de PvdA. Hierna werd Barendregt nog lid van de Raadgevende Interparlementaire Beneluxraad, en in 1985 werd ze hoogheemraad in Delfland. In 1987 werd ze benoemd tot officier in de Orde van Oranje-Nassau.
Ze was enige tijd bestuurslid van de Sociale Verzekeringsbank en trad toe tot de Raad van Commissarissen van Turmac Tobacco, Nutricia en Koninklijke Nederlandse Hoogovens en Staalfabrieken. Daarnaast vervulde ze nog enkele aan kunst gerelateerde functies. In 1991 werd Barendregt voor vier jaar voorzitter van het Bedrijfschap Horeca. Ze behoorde in de jaren negentig tot de top dertig - plaats zes in 1996 - van invloedrijkste vrouwen in het bedrijfsleven.
Barendregt overleed in september 2019 op 83-jarige leeftijd.
- Library of Congress Control Number: n86098170
- Nederlandse Thesaurus van Auteursnamen: 073955086
- Parlement.com: vg09lldosxzh
- Virtual International Authority File: 50709280